# Siparuna poeppigii
Siparuna poeppigii là một loài thực vật có hoa trong họ Siparunaceae. Loài này được (Tul.) A. DC. miêu tả khoa học đầu tiên năm 1868.